# Architettura ostile

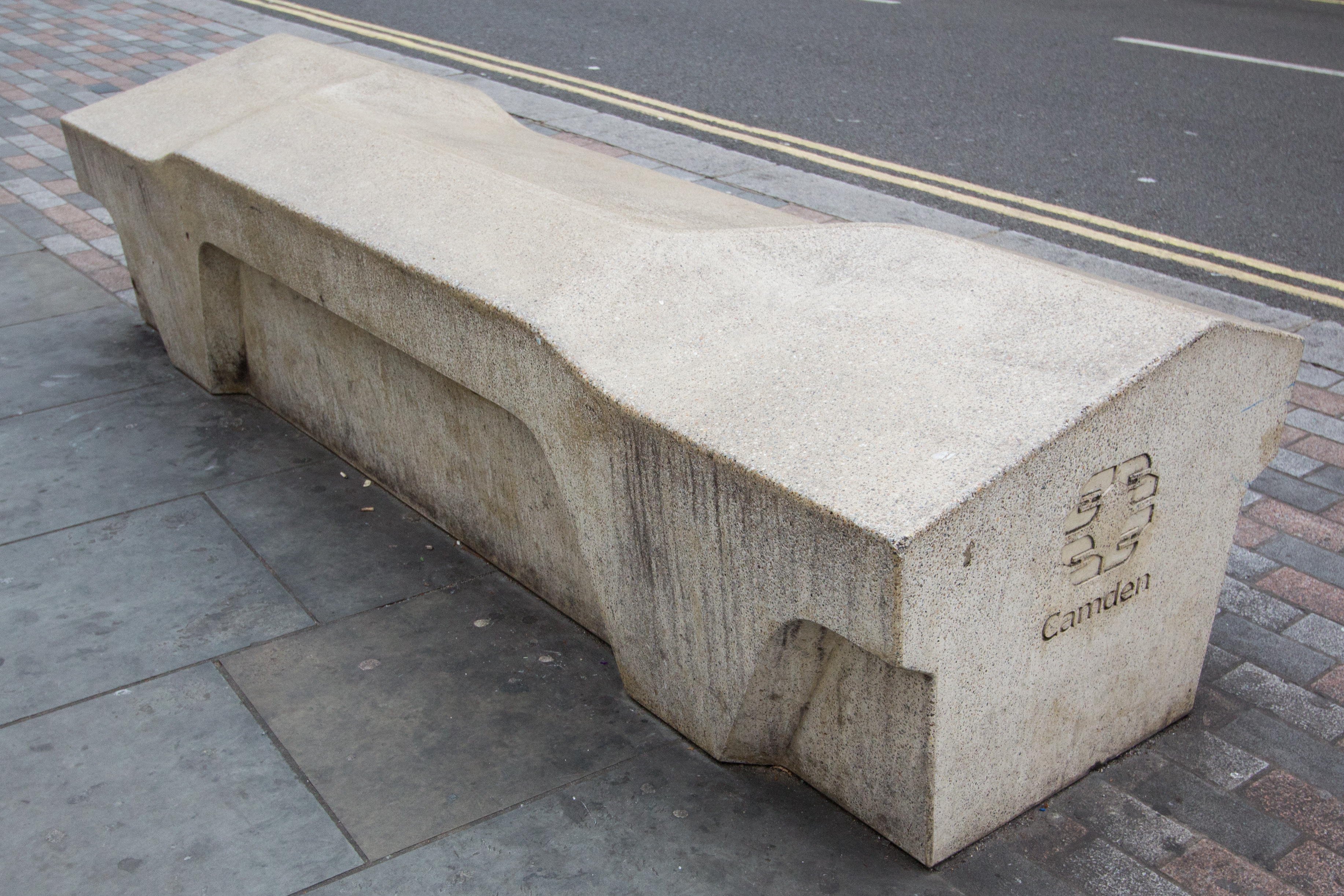
Una delle "Camden bench" di Londra: panchine fatte per dissuadere le persone dal "dormirvi sopra, sporcarle con i rifiuti, andarci in skateboard, imbrattarle coi graffiti, spacciare, subire furti".

Per architettura ostile o architettura difensiva si intende una strategia di progettazione urbanistica mirata a impedire i comportamenti ritenuti vandalici o che lederebbero l'ordine pubblico.

## Storia
Sebbene il termine "architettura ostile" sia recente, l'uso dell'ingegneria civile mirata a finalità sociali risale a molti anni fa. Fra gli antecedenti degli espedienti architettonici "ostili" si possono segnalare i cosiddetti "deflettori di urina", applicati in vari edifici durante il diciannovesimo secolo. Le prime espressioni moderne di architettura ostile furono concepite partendo dalle teorie della prevenzione del crimine attraverso la progettazione ambientale (in inglese Crime prevention through environmental design) formulate negli anni 1970 dal criminologo C. Ray Jeffery, che voleva migliorare la vivibilità degli spazi urbani attraverso tre metodi noti come "sorveglianza naturale", "controllo degli accessi naturale" e "applicazione territoriale". A partire dal 2004, coloro che adottano i principi della CPTED si basano esclusivamente sulla teoria secondo cui la corretta progettazione e l'uso efficace dell'ambiente urbano possano ridurre i crimini, la paura della delinquenza e di migliorare la qualità della vita.

## Esempi

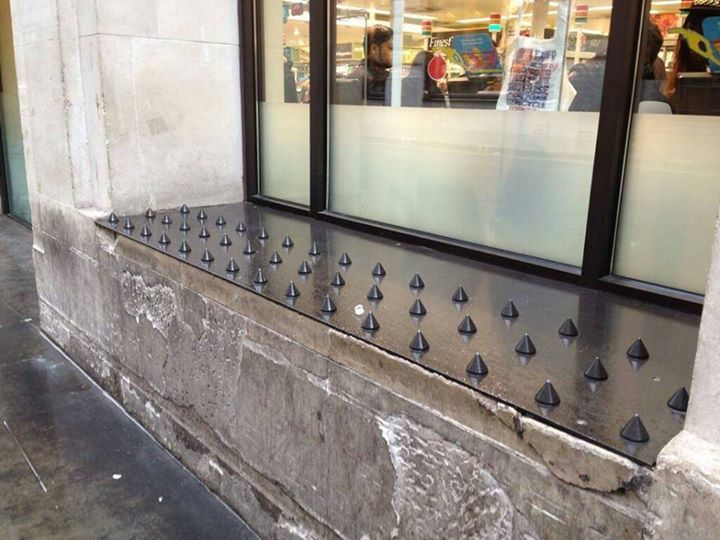
"Spuntoni anti-senzatetto" che impediscono alle persone di sostarvisi sopra

Gli esempi più comuni di architettura ostile sono mirati a impedire alle persone di sedersi o coricarsi fra cui i cosiddetti "spuntoni anti-senzatetto" collocati su superfici piane, davanzali inclinati, panchine con braccioli mediani che impediscono alle persone di distendersi su di esse e irrigatori il cui unico fine è quello di dissuadere i senza fissa dimora. In altri casi, questo tipo di architettura è finalizzata a impedire alle persone di usare lo skateboard, sporcare o imbrattare alcune aree.

## Controversie
Alcuni sostengono che l'architettura ostile favorisca le divisioni sociali e crei disagi ai cittadini, specialmente agli anziani, ai disabili e ai bambini. Altri asseriscono che questo tipo di design urbano annulli ogni tipo di "controtendenza differente dal pensiero dominante", sostituendo così gli spazi pubblici con "luoghi commerciali o 'pseudo-pubblici' e permettendo così all'architettura di far rispettare le divisioni sociali". Il sociologo Robert Park si chiede "quale auto-concezione collettiva ci abbia istigato a creare città coperte di punte di metallo e illuminate da luci blu che ronzano ad alte frequenze", e definisce l'architettura ostile "un design paranoico e ansiogeno." Il progettista urbano Malcolm MacKay afferma che "storicamente, l'architettura difensiva veniva utilizzata per affrontare il nemico senza combattere" e afferma che l'ansia è oggi "rivolta verso l'interno".